# Neckar
Neckar  (alemanski: Negger) je njemačka rijeka. Jedna je od najprometnijih i najznačajnijih vodenih prometnica Baden-Württemberga.
Izvor se nalazi u zaštićenom rezervatu prirode Schwenninger Moos blizu Villingen-Schwenningena na 706 m nadmorske visine. Utječe u Rajnu u Mannheimu na nadmorskoj visini od 95 m. Neckarov slijev obuhvaća oko 14.000 četvornih kilometara i uglavnom teče kroz središnji dio Baden-Württemberga, a manjim dijelom kroz Hessen.

## Etimologija
Naziv Neckar je keltskog podrijetla, što znači divlje vode. Gramatički je rod imena na njemačkom muški (Der Neckar).

## Geografija